# Jos Massard
Joseph Albert Massard dit Jos Massard, né le 3 décembre 1944 dans le village de Tétange, commune de Kayl (Luxembourg), est un biologiste, historien des sciences et de la médecine et homme politique luxembourgeois (DP).

## Biographie
Jos Massard a travaillé de 1968 à 2006 en tant que professeur de biologie au lycée classique d'Echternach. Il a également été dans les années 1995 à 2002 chargé de cours à l'ancien Centre universitaire de Luxembourg (aujourd'hui Université du Luxembourg) (matière : Histoire des sciences et de la médecine).
De 1976 à 2005, Jos Massard a été membre du conseil communal de la ville d'Echternach : de 1976 à 1981 en tant que premier échevin et de 1998 à 1999 en tant que bourgmestre.
Jos Massard est collaborateur scientifique du Musée national d'histoire naturelle du Luxembourg, membre effectif de la section des sciences et membre correspondant de la section historique de l'Institut grand-ducal. 
Il est l'auteur ou coauteur de nombreux articles et ouvrages scientifiques dans les domaines de la zoologie (notamment sur la classe des Phylactolaemata, bryozoaires d'eau douce), de l'écologie, de l'histoire de la flore et de la faune du Luxembourg, ainsi que de l'histoire des sciences et de la médecine au Luxembourg.
L'espèce de bryozoaire Plumatella geimermassardi lui est dédiée ainsi qu'à sa femme, Gaby Geimer, également spécialiste des bryozoaires.

## Publications

### Livres
- J.P. Pier, J.A. Massard (Hrsg.): Gabriel Lippmann: Commémoration par la section des sciences naturelles, physiques et mathématiques de l’Institut grand-ducal de Luxembourg du 150e anniversaire du savant né au Luxembourg, lauréat du prix Nobel en 1908. Luxembourg 1997, 139 p. PDF
- J.M. Mangen, G. Colling, J.A. Massard, E. Medernach: Die Orchideen Luxemburgs. 2. neubearb. Aufl. Musée national d’Histoire naturelle, Société des Naturalistes luxembourgeois, Luxemburg 1997, 143 p. (1. Auflage 1993).
- J.A. Massard (Hrsg.), B. Gales, G. Geimer, E. Homburg, A. Labisch, G. Vanpaemel (Mitarbeiter): L’Homme et la Terre. Mens en Aarde. Mensch und Erde. Actes du 13e Congrès Benelux d’Histoire des Sciences, Echternach (Luxembourg), 1995. Luxembourg 1996, 280 p.
- J.A. Massard, G. Geimer: Initiation à l’écologie. Principes généraux de l’écologie et notions sur le milieu naturel luxembourgeois ainsi que sur les problèmes de l’environnement au Grand-Duché de Luxembourg. Ministère de l’Éducation nationale, Luxembourg 1993, 297 p.
- Livre du Centenaire de la Société des Naturalistes Luxembourgeois, 1890-1990.  Bulletin de la Société des naturalistes luxembourgeois 91 (1990)], 467 p. PDF
  - J.A. Massard: La Société des Naturalistes Luxembourgeois du point de vue historique, p. 5-214.
  - J.A. Massard, G. Geimer: Table générale des publications de la Société de Botanique du Grand-Duché de Luxembourg (1874-1905) et de la Société des Naturalistes Luxembourgeois (1891-1989), avec index analytique des matières, p. 215-455.
- J.A. Massard: Echternach und die Cholera. Ein Beitrag zur Geschichte der Medizin und der öffentlichen Hygiene in Luxemburg. Publications du Centre Universitaire de Luxembourg, Département des Sciences: Biologie-Chimie-Physique, fasc. 1 (1988), 259 p. (Corrigenda)
- Geimer, G. & J.A. Massard, 1986. Les Bryozoaires du Grand-Duché de Luxembourg et des régions limitrophes. Travaux Scientifiques du Musée d’Histoire Naturelle de Luxembourg 7: 1-187. PDF Corrigenda. PDF
- J.A. Massard, G. Geimer: Initiation à l’écologie. L’environnement au Luxembourg. Cours d’écologie. Classe de IIIe C. Ministère de l’Éducation nationale, Luxembourg 1983, 207 p.

### Articles
Bryozoaires
- J.A. Massard, G. Geimer: Les bryozoaires et l’Homme : « méfaits et bienfaits ». In: F. André, J.P. Corolla, B. Lanza & G. Rochefort : Les carnets du plongeur : Bryozoaires d’Europe. Éditions Neptune Plongée, Gargas 2014, p. 33-40.
- J.A. Massard, G. Geimer: Occurrence of Plumatella emarginata Allman, 1844 and P. casmiana Oka, 1908 (Bryozoa, Phylactolaemata) in Lake Pamvotis (Ioannina, Greece). Bulletin de la Société des Naturalistes luxembourgeois 109 (2008), p. 133-138.PDF
- J.A. Massard, G. Geimer: Global diversity of bryozoans (Bryozoa or Ectoprocta) in freshwater: an update. Bulletin de la Société des Naturalistes luxembourgeois 109 (2008), p. 139-148. PDF
- J.A. Massard, G. Geimer: Global diversity of bryozoans (Bryozoa or Ectoprocta) in freshwater. In: E.V. Balian, C. Lévèque, H. Segers & K. Martens (eds): Freshwater animal diversity assessment. Hydrobiologia 595 (2008), p. 93-99. PDF
- K.A. Økland, J. Økland, G. Geimer, J.A. Massard:  Freshwater bryozoans (Bryozoa) of Norway IV: Distribution and ecology of four species of Plumatella with notes on Hyalinella punctata. Hydrobiologia 501 (2003), p. 179-198. PDF
- J.A. Massard, G. Geimer: A survey on the history of freshwater bryozoology in Belgium and Luxembourg. In: P.N. Wyse Jackson, M.E. Spencer Jones (eds), Annals of Bryozoology: aspects of the history of research on bryozoans. Dublin 2002, p. 133-170.
- T.S. Wood, L.J. Wood, G. Geimer, J. Massard: Freshwater bryozoans of New Zealand: a preliminary survey. New Zealand Journal of Marine and Freshwater Research 32 (1998), p. 639-648. PDF
- J.A. Massard, G. Geimer: On the occurrence of Fredericella indica Annandale, 1909 (Phylactolaemata) in Europe. In: D.P. Gordon, A.M. Smith, J.A. Grant-Mackie: Bryozoans in space and time. Proceedings of the 10th International Bryozoology Conference (Wellington, New Zealand, 1995). Wellington 1996, p. 187-192.
- J.A. Massard, G. Geimer: Note on the freshwater Bryozoa of Israel (Phylactolaemata). In F. Bigey (ed.), J.L. d’Hondt (collab.): Bryozoaires actuels et fossiles: Bryozoa living and fossil. Bulletin de la Société des Sciences naturelles de l’Ouest de la France, Mémoire HS 1 (1991), p. 243-253.
- J.A. Massard, G. Geimer: Note on the freshwater Bryozoa (Ectoprocta, Phylactolaemata) of Tenerife. Vieraea 19 (1990), p. 327-338.

Histoire des sciences et de la médecine
- J.A. Massard: Aspects de l’histoire de la météorologie au Luxembourg. Ferrantia (Travaux scientifiques du musée national d’histoire naturelle de Luxembourg) 43 (2005), p. 9-20. PDF
- J.A. Massard, G. Geimer: Chronologie : Regards sur l’histoire du Musée national d’histoire naturelle. Überblick über die Geschichte des Nationalmuseums für Naturgeschichte. In: S. Philippo (Red.): 150 Joër Musée national d’histoire naturelle du Luxembourg. Luxembourg 2004, p. 6-89.
- J.A. Massard: Mit größter Heftigkeit: Cholera-Epidemien und öffentliche Hygiene im 19. Jahrhundert am Beispiel Luxemburg. In: «Sei sauber...»! Eine Geschichte der Hygiene und öffentlichen Gesundheitsvorsorge in Europa. Musée d’Histoire de la Ville de Luxembourg (Hrsg.), Wienand, Köln 2004, p. 192-203.
- J.A. Massard, G. Geimer: Das Großherzogtum Luxemburg und die asiatische Cholera um die Jahrhundertwende. Scientiarum Historia 26 (1-2) (2000), p. 55-71.
- J.A. Massard: Wissenschaft und Medizin im 18. Jahrhundert in Luxemburg. Bulletin de la Société des sciences médicales du Grand-Duché de Luxembourg, numéro spécial 1 (1999), p. 107-126.
- J.A. Massard, G. Geimer: Luxemburg en de cholera 1832. Geschiedenis der Geneeskunde, 4(2) (1997), p. 118-125.
- J.A. Massard: 1886-1996: Hundertzehn Jahre elektrisches Licht in Echternach. Ein Beitrag zur Geschichte der öffentlichen und privaten Beleuchtung im 19. und frühen 20. Jahrhundert in Luxemburg mit Blick ins deutsche Grenzgebiet. In: Annuaire de la Ville d’Echternach 1996, Echternach 1997, p. 101-144.
- J.A. Massard: Der Luxemburger Liebig-Schüler Joseph Namur, Apotheker und Professor in Echternach. In: Festschrëft 150 Joër Iechternacher Kolléisch (1841-1991), Luxembourg 1992, p. 481-558.
- J.A. Massard: La vie scientifique. In: M. Gerges (Hrsg.): Mémorial 1989: la Société luxembourgeoise de 1839 à 1989. Les Publications Mosellanes, Luxembourg 1989, p.408-440.
- J.A. Massard: Der Kanton Esch und die Cholera 1865/1866. Galerie 3 (1985), n° 1, p. 41-52, n° 2: 207-218; Galerie 4 (1986), n° 1, p. 41-58, n° 2, p. 225-242.

Articles de vulgarisation scientifique
- J.A. Massard & G. Geimer: Auf den Spuren des Braunbären diesseits und jenseits der Sauer. In: Heimatkalender 2010 Eifelkreis Bitburg-Prüm, Bitburg 2009, p. 95-102. PDF
- J.A. Massard: 300 Jahre Kartoffel in Luxemburg: (I) Europa entdeckt die Kartoffel. (II) Grundbirne, Grompir, Gromper: die Kartoffel erobert Luxemburg. (III) Die Kartoffel in Luxemburg im 19. Jh. Lëtzebuerger Journal 2009, (partie I): n° 15 (22. Jan.), p. 23; n° 16 (23. Jan.), p. 10, n° 17 (24./25. Jan.), p. 11 (partie 2): n° 18 (27. Jan.), p. 23, n° 19 (28. Jan.), p. 21; (partie III): n° 20 (29. Jan.), p. 9, n° 21 (30. Jan.), p. 21. Artikel PDF Text mit Anmerkungen u. Referenzen.
- J.A. Massard: Scheintod, Lebendigbegraben, Auferweckung von Toten in Luxemburg und anderswo. Lëtzebuerger Journal 2008, n° 215 (5. Nov.), p. 24-25, n° 216 (6. Nov.), p. 23. Artikel PDF Text mit Anmerkungen u. Referenzen.
- J.A. Massard, G. Geimer, P. Kauthen, P. Schiltz: Vom Blaufuß und dem Echternacher Mönch Placidus Eringer. Heimatkalender 2009 Eifelkreis Bitburg-Prüm, Bitburg 2008, p. 107-113.
- J.A. Massard: Vor hundert Jahren: Die Reblaus ist da! Ein ungebetener Gast aus Amerika bringt den Luxemburger Weinbau in Gefahr. Lëtzebuerger Journal 2007, n° 143 (27 jul.), p. 19-21. Text PDF
- J.A. Massard: Damvillers, Mansfeld und Sohn: Ambroise Paré, der Vater der Chirurgie, und Luxemburg. Lëtzebuerger Journal 2007, n° 74 (17 avr.), p. 11-12. Text PDF
- J.A. Massard: Historisch-naturwissenschaftlicher Streifzug durch den Kanton Echternach. Nos Cahiers, 19 (2-3) (1998): 363-393. Corrigendum: p. 371: «L. Laven» anstatt «J. Laven». PDF
- J.A. Massard: Biologie und Sexualunterricht in Luxemburg. Lëtzebuerger Almanach 1989, Luxemburg 1988, p. 124-131. PDF
- J.A. Massard: Wölfe in Luxemburg. Lëtzebuerger Almanach 1987, Luxemburg 1986, p. 353-374. PDF
- J.A. Massard: Wunder in Luxemburg. Lëtzebuerger Almanach 1986, Luxemburg 1985, p. 127-135. PDF

Liste complète des publications PDF

## Sources
- International Who's Who of Intellectuals. 10th Edition 1993/94. International Biographical Centre, Cambridge 1993, p. 314.
- Dictionary of International Biography. 24th edition 1996. International Biographical Centre, Cambridge 1995, p. 261.
- Men of Achievement. 17th edition. International Biographical Centre, Cambridge 1997, p. 331.
- G. Hausemer: Luxemburger Lexikon. Das Großherzogtum von A–Z. Editions Binsfeld, Luxembourg 2006, p. 286f.
- Site officiel de Jos Massard